# Pelletron

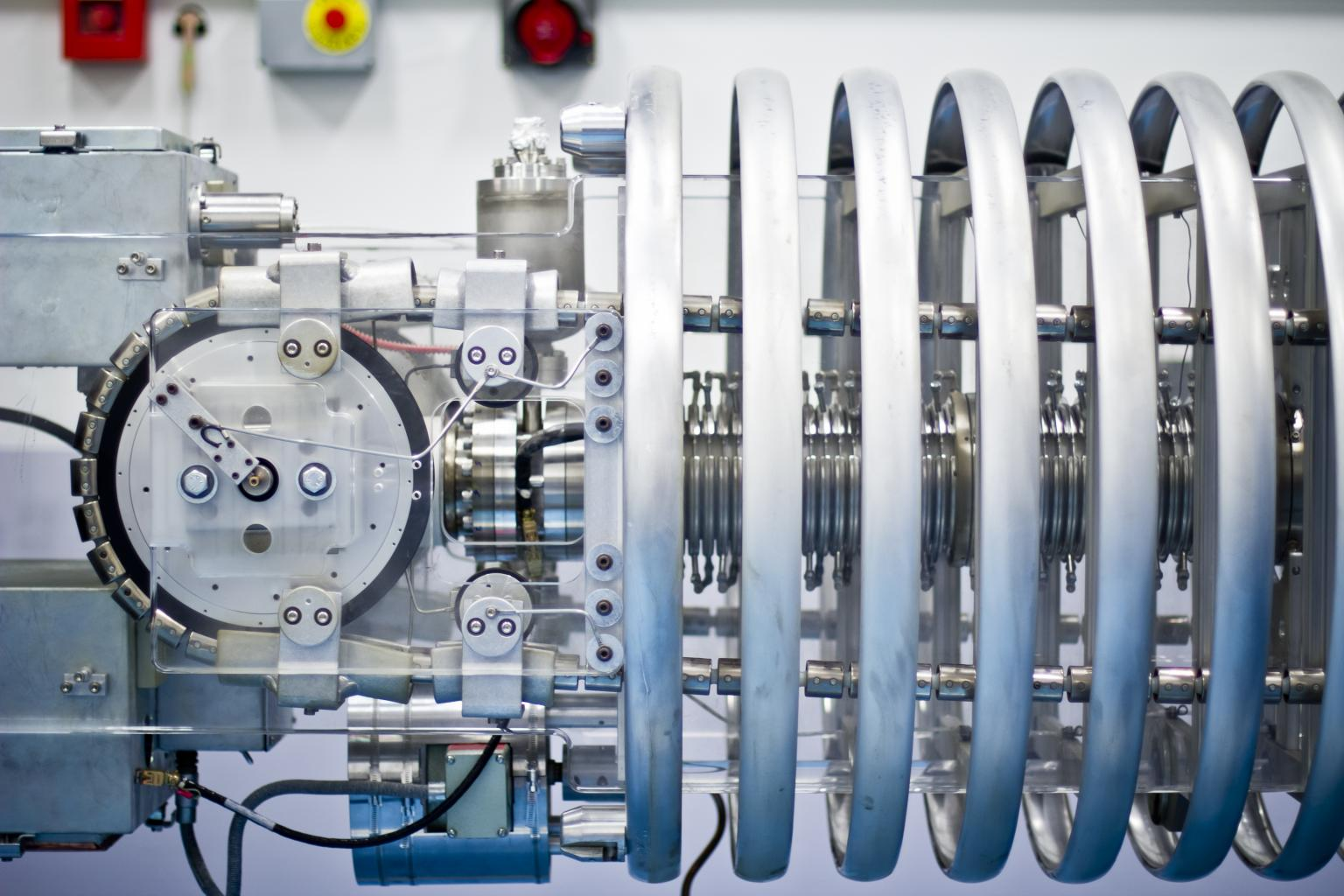
Der 2,5 MeV-Pelletron-Beschleuniger SIRIUS der École polytechnique. Im Inneren ist die umlaufende Kette aus isolierend verbundenen Metallzylindern zu sehen.

Das Pelletron (engl. pellet: Kügelchen, Tablette, Schrotkorn) ist eine Hochspannungsquelle insbesondere für nach ihr benannte Teilchenbeschleuniger. Es ähnelt dem Van-de-Graaff-Generator – die hohe Gleichspannung im zweistelligen Megavolt-Bereich wird ebenfalls durch mechanische Verlagerung elektrischer Ladungen erreicht. Das umlaufende isolierende Band des Van-de-Graaff-Generators ist jedoch ersetzt durch eine Kette aus metallisch leitenden Körpern mit isolierenden Verbindungen.

## Geschichte
Ab 1946 wurden an der Universität Wisconsin Arbeiten zu den erforderlichen Isolierdurchführungen der Druckgefäße, zu ölfreien Pumpen und zur Mechanik der Ladungstrennung begonnen. Im Jahre 1965 gründete sich Raymond Herb mit den Ergebnissen bzw. seinen Erfindungen aus der Universität aus und führte die Entwicklungen mit seiner Firma National Electrostatics Corporation zu ersten modular aufbaubaren Geräten weiter. In der Folge gelang ihm damit der Bau eines ersten dreistufigen Beschleunigers für 22 MeV.

## Aufbau und Funktion
Die Geräte sind üblicherweise in Schwefelhexafluorid-Druckgastanks untergebracht. Wesentlicher Bestandteil ist eine Endlos-Kette aus Metallkörpern und Nylon, die ähnlich einem Förderband um zwei Rollen läuft. Die Initialladung wird durch Hilfsspannungsquellen mittels Influenz auf die Metallkörper der Kette aufgebracht, wenn die Körper noch Kontakt zur erdseitigen metallischen Rolle haben. Die Ladungstrennung erfolgt, indem die Körper die Rolle verlassen. Sie werden von dort zur Hochspannungselektrode transportiert, wobei mechanische Arbeit gegen das elektrische Feld verrichtet wird. Dadurch erhöht sich die Spannung und die Ladungen werden dort im Inneren der Elektrode von den Körpern mittels einer Anordnung ähnlich einer Influenzmaschine abgenommen, bevor sie nach dem Umlauf um die zweite Rolle vor dem Absteigen auf Erdpotential mit inverser Polarität geladen werden, wodurch sich die Effizienz der Geräte verdoppelt.

In einem Pelletron-Tandem-Ionenbeschleuniger werden negativ geladene Ionen zunächst im positiven Feld des Pelletrons bis zur hohlen Elektrode beschleunigt, dort gestrippt und als positive Ionen gegen Erdpotential weiter beschleunigt. Die gesamte wirksame Beschleunigungsspannung ist somit das Doppelte der Terminalspannung des Pelletrons, also erreichen beispielsweise erst einfach negativ und dann einfach positiv geladene Ionen 22 MeV bei 11 MV Beschleuniger-Spannung.